# コンスタンティン・チェルネンコ
コンスタンティン・ウスチーノヴィチ・チェルネンコ（ロシア語: Константи́н Усти́нович Черне́нко、ラテン文字表記の例：Konstantin Ustinovich Chernenko、1911年9月24日 - 1985年3月10日）は、ソビエト連邦の政治家。ソ連共産党中央委書記長、最高会議幹部会議長の職にあって、1年余りに渡って同国の最高指導者であった。

## 生い立ちから権力の掌握まで

### 生い立ち
1911年9月24日、ロシア帝国のシベリア・クラスノヤルスクのノヴォショーロヴォ地区ボリシャヤ・テシ村にて生まれる。チェルネンコは貧農の出身であり、父親は鉱山で働き、母親は農作業に従事していた。チェルネンコ自身は、幼少時には富農（クラーク）に雇われて働いた。1929年にコムソモールに入り、同年、ノヴォショーロヴォ地区宣伝・煽動部長となる。翌1930年、軍に志願し、ソ連と中華民国の間の国境警備隊に配属される。

### 共産党
1931年にソビエト連邦共産党に入党し、軍を除隊した後はクラスノヤルスク地方党宣伝部副部長となる。第二次世界大戦中はクラスノヤルスク地方党書記を務めた。モルダビア（現在のモルドバ）のキシニョフ教育大学を卒業し、第二次世界大戦終結後の1945年にペンザ州党委員会書記を経て、1948年にモルダビア共和国共産党中央委員会宣伝扇動部長となる。この時のモルダビア共産党第一書記が、後にソ連共産党書記長となるレオニード・ブレジネフであった。
ブレジネフの知遇を得たチェルネンコは、1956年にソ連共産党宣伝部大衆煽動活動課長に登用される。以後ブレジネフの側近として昇進を続け、1960年にブレジネフが憲法上の国家元首ポストである最高会議幹部会議長に就任すると同時に、彼の首席補佐官に就任した。1964年にフルシチョフが失脚し、ブレジネフが第一書記（後に書記長）に就任すると、翌1965年にチェルネンコは「書記長官房」の異名を取るソ連共産党中央委員会総務部長に指名された。その中で、政治局の議題の設定や、中央委員会が策定した多数の法案と決議案を準備するという任務や、さまざまな党幹部の電話を盗聴し、行動を監視するという任務を司った。また、毎日何百もの党文書に署名する仕事が与えられ、総務部長就任以来20年間に渡って書記長に就任してなおも総務部から提出された文書に署名し続けた。また中央委員会に投書部を設け、下僚の意見を積極的に吸い上げようとした。
1971年、中央委員会委員に昇進。1976年3月、中央委員会書記に抜擢された。さらに1977年に政治局員候補に、1978年11月には政治局員へと昇進した。
ブレジネフ政権末期の頃には党のイデオロギー担当の仕事に従事した。外国訪問の際にはソ連代表を率いた他、重要な会議にはブレジネフに同伴して出席した。1977年には憲法改正委員会の委員として新憲法の制定に尽力した。

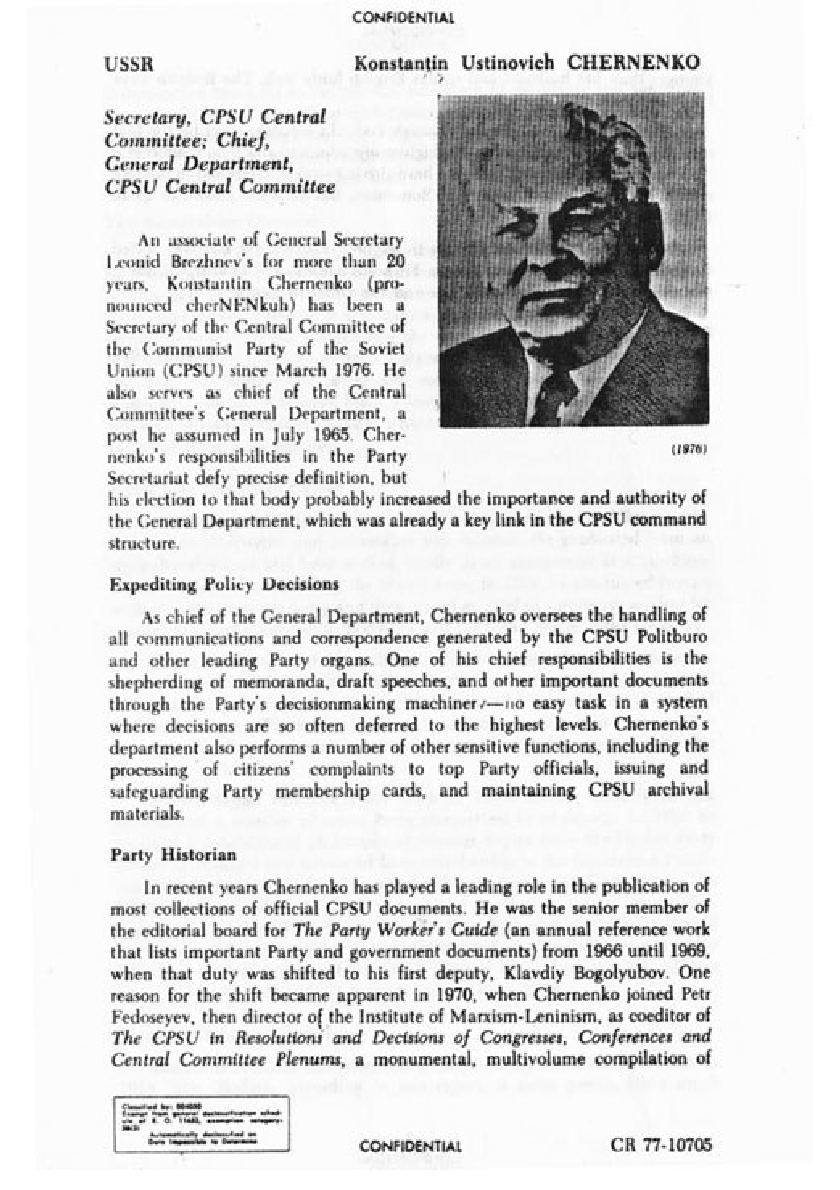
1979年にテヘランのアメリカ大使館が作成したドキュメント

## 最高指導者として

### 書記長に就任
1984年2月9日にアンドロポフが死去すると葬儀委員長に就任。2月13日の党中央委員会臨時総会において書記長に選出され、急激な変化を嫌う既成勢力を背景とするチェルネンコが後継者となった。同年4月11日からは、国家元首である最高会議幹部会議長を兼務することになった。
しかし、就任当初から健康状態がすぐれず、赤の広場で執り行われたアンドロポフの国葬の中では、レーニン廟上の講壇で追悼演説を行う際に階段の登り降りをすることもままならず、新設されたエスカレーターを介し、2人の護衛の助けを借りて登降した。また、国歌演奏の下でアンドロポフの遺体が埋葬される際にも、他の政治局員が居並んで敬礼する中、チェルネンコは満足に敬礼することもできず、途中で手を下ろしてしまう場面が見受けられた。同葬儀に参列したイギリスの社民党党首で医師でもあったデイヴィッド・オーウェンは、「チェルネンコ氏は肺気腫を患っていると思われる」との見解を示した。皮肉にも1年後のチェルネンコの死によって、オーウェンの「診断」の正しさが証明される格好になった。

### 内政・党運営
チェルネンコは就任後、ブレジネフ時代後期の政策への回帰を表明した。しかし彼は同時に、技術・専門教育を重視する教育改革やプロパガンダ改革に着手したほか、アンドロポフ政権で導入された企業の自主性拡大の実験も対象を拡大させて継続した。更にチェルネンコが自らの政策として努力した形跡が窺われるのは、イデオロギー政策であり、規律強化・愛国心高揚・ブルジョア文化の排撃等のキャンペーンが展開され、また次の第27回党大会を目ざして、党綱領及び党規約の改正にも自らのイニシアティブを発揮した。
人事面では、アンドロポフが後継指名していたミハイル・ゴルバチョフを党ナンバー2たる第二書記に任命するなど、改革派への配慮も見せた。ゴルバチョフはチェルネンコの下でイデオロギー、農業、党組織及び経済計画の広範かつ重要な分野を管掌した。加えて、重要人事を断行する力はないと思われていたが、1984年9月6日にソ連軍の制服組トップで、党に対し批判がましい言動を繰り返していた参謀総長・ソ連邦元帥のニコライ・オガルコフを電撃的に解任し、後任の参謀総長にセルゲイ・アフロメーエフを任命し、世界を驚かせた。ただしオガルコフの解任については、チェルネンコの夏期休暇明け翌日の政治局会議で尚且つグリゴリー・ロマノフの海外出張中に決定されたという状況から、ゴルバチョフなどの非チェルネンコ派によるチェルネンコ人脈の切り崩しだという見方も存在する。
この他にアンドロポフ政権による綱紀粛正路線の継承を明らかにするため、汚職の廉で内相・党中央委員から解任されていたニコライ・シチョーロコフの軍階級剥奪に踏み切った。

### 外交政策
チェルネンコ政権はデタントの再構築という課題を引き継いだ。この課題に対しソ連は当初、軍備管理問題で強硬な姿勢をとることにより西側諸国に圧力をかけ、米欧分断や西側各国の政府と世論の分断を生じさせることを通じ、アメリカの譲歩を求めていくとの方針をとった。しかし、この戦術は奏功しないことが1984年夏には明らかになった。そのこともあり、同年9月のグロムイコ外相の訪米後、ソ連は「対話」路線に転換することとなった。そして、1984年晩秋には軍備管理協議を1985年初頭に再開することで合意した。
対中関係では、1982年3月のブレジネフ・タシケント演説に端を発する関係改善路線を踏襲し、1984年3月と10月に外務次官級の政治協議が実施された。延期されていたアルヒポフ第一副首相の中国訪問の実現（同年12月）、貿易協定締結交渉の開始、1985年3月の中国の全人代代表団のソ連訪問に見られたように、貿易と人的交流は引き続き拡大傾向にあった。1984年6月には北朝鮮の金日成主席のソ連訪問が23年振りに実現した。更にカーピッツァ外務次官が11月に北朝鮮を訪問してソ朝間の国境条約に調印するなど、両国関係に一定の進展が見られた。
中東に対しては、基本的にはアラブ首脳会議のフェズ提案と大差の無い国際会議方式による中東和平提案を打ち出した。また、エジプトとの大使交換再開・クウェートとヨルダンに対する軍事援助などにより、いわゆる穏健派アラブ諸国への接近に意を用いた。1984年10月にキューバにおいて初のコメコン総会を開催し、また同国との間で新しい経済協力協定を締結するなど関係強化に努めた。
アフリカ諸国との関係は、一般に低調であり、エチオピアとの友好協力関係の強化に力を注ぎ、党レベルにおいても交流を深めるなどの努力が目立つ程度であった。

#### ロサンゼルス五輪への不参加
1984年5月8日、チェルネンコの下でロサンゼルスオリンピックへの不参加が決定された。これは1980年のモスクワオリンピックへの西側諸国の不参加を受けてのものである。このボイコットにはキューバなど14の東側諸国も加わった。ボイコットした国は同年夏に独自の「フレンドシップ・ゲームズ（友情ゲーム）」を開催した。

#### 「只今よりアメリカ軍及び日本軍と交戦状態に入る」
1984年8月15日に「只今より極東地域でアメリカ軍及び日本軍と交戦状態に入る」という電文を極東ソ連軍からモスクワに向けて発信させた。これは日米両政府を大いに慌てさせた。だが、しばらくして同軍は動員体制に入っていないことが確認された。
日米両政府はこれを当初「誤報か演習だったと見られる」と判断したが、後にゴルバチョフ政権下のグラスノスチによって、ロナルド・レーガン大統領による「我々は5分後に爆撃を開始する」というジョーク・アナウンスに対する“報復”だったことが判明した。

## 晩年
当時在モスクワ日本大使館政務専門調査員だった秋野豊によると、書記長就任直後からチェルネンコが何を話すかより1分間に何回呼吸をしているのかということに着目し、健康状態を知ろうとしていたという。また、入院中のチェルネンコの病室をあたかも執務室であるかのように見せかけ、その模様がテレビや新聞などで報道された。この時、背広を着たチェルネンコの体を支える随行員の手が写真などに写った。
同年3月10日、チェルネンコは死去した。73歳没。医師団は、チェルネンコの死因は長年患っていた肺気腫の悪化による心肺機能不全による心拍動の停止であると発表した。
日本では3月11日午後2時2分にNHKで「米・ABCがチェルネンコ書記長死去と報道」と速報が表示された。
遺体はモスクワの労働組合会館「円柱の間」に安置された。
服喪期間の後、3月13日13時から赤の広場で国葬が執り行われ、後継者となったミハイル・ゴルバチョフが葬儀委員長を務めた。ソ連国歌の演奏の中、チェルネンコの遺体がレーニン廟裏の革命元勲墓に埋葬される際には、5分間の弔砲の一斉射撃がモスクワや各ソビエト連邦構成共和国の首都などの都市で鳴り響いた。その間、ソ連全土の企業や組織は活動を停止した。葬儀には日本の中曽根康弘首相や安倍晋太郎外務大臣も参列した。
チェルネンコの死を以って「壮大な葬儀の時代」（ブレジネフ時代の政治局幹部の大多数が亡くなった1980年からの5年間をこのように表現する）は終わりを告げた。そしてブレジネフ、アンドロポフと続く老人支配の時代の幕引き役を演じた。
就任から1年余りの死であり、国民には不人気な書記長であったが、一家の家長としてはかけがえのない人物であった。妻のアンナは葬儀の際に溢れ出る涙を流しながら亡くなった夫にキスをし続けたという。ソ連時代の秘密主義によって、前任のアンドロポフ同様妻帯している事実が葬儀の席上で初めて対外的に判明した。
なお、2024年現在、チェルネンコが赤の広場の元勲墓に埋葬された最後の人物である。